# Kaiser (Schiff, 1905)
Die Kaiser war ein Passagierschiff der HAPAG. Sie war das erste zivile deutsche Schiff mit Dampfturbinen aus deutscher Konstruktion und Herstellung.

## Technik
Die Kaiser war mit zwei von der AEG-Berlin innerhalb von sieben Monaten nach dem System von Charles Gordon Curtis gebauten Turbinen von jeweils 2.208 kW (3.000 PSw) ausgestattet. Diese waren 5,6 m lang und 2,7 m hoch. Die Masse wird mit 114 bis 157 t angegeben. Die großen Abmessungen und Massen ergaben sich aus der Ausführung als Direktturbinen, die ohne Getriebe mit der Propellerwelle verbunden waren. Da keine Untersetzungsgetriebe vorhanden waren, hatten die Turbinen, die nicht mit den für einen wirtschaftlichen Betrieb erforderlichen hohen Drehzahlen gefahren werden konnten, einen niedrigen Wirkungsgrad. Die Kaiser erreichte damit eine Geschwindigkeit von 16 kn, vereinzelt werden in der Literatur auch 20 kn angegeben. Beim Umbau 1923 wurde eine Maschinenanlage mit einer Gesamtleistung von 3.000 PS eingebaut. Später erfolgte bei Blohm & Voss die Umstellung von Kohle- auf Ölfeuerung.
Die Kaiser war für 1.949 Deckspassagiere zugelassen. Für 20 Fahrgäste standen Kabinen in der Ersten Klasse zur Verfügung.

## Geschichte
Die Kaiser wurde 1904 von der Nordsee-Linie Dampfschiffs-GmbH bei der Stettiner Maschinenbau AG Vulcan in Auftrag gegeben. Als die HAPAG am 1. Januar 1905 die Nordsee-Linie übernahm, kaufte sie mit deren drei anderen Schiffen – Cobra, Prinzessin Heinrich und Silvana – auch die noch auf der Helling im Bau befindliche Kaiser. Der Stapellauf erfolgte am 8. April, die Indienststellung am 10. September 1905. Die Kaiser wurde im Dienst Hamburg–Helgoland und von dort nach Sylt oder Norderney eingesetzt. Die Fahrzeit von den St. Pauli Landungsbrücken bis Helgoland betrug etwa viereinhalb Stunden, die von dort nach Norderney weitere drei Stunden. Kaiser Wilhelm II. nutzte das Schiff bei gelegentlichen Fahrten auf der Nordsee.

### Erster Weltkrieg
Die Kaiserliche Marine erfasste die Kaiser am 4. August 1914 und ließ sie zum Hilfsminenschiff umrüsten, wobei der hintere Schornstein entfernt wurde. Das Schiff konnte bis zu 200 Minen aufnehmen. Unter dem Kommando von Korvettenkapitän Otto von Bülow legte es zusammen mit den Minenkreuzern Albatross und Nautilus am 9. September 1914 eine große Minensperre in der Nordsee. Für ein Kriegsschiff erwies sich die Geschwindigkeit der Kaiser aber als zu gering. Zum Ende des Ersten Weltkriegs war sie Flaggschiff der Vorpostenflottille „Elbe“ unter Fregattenkapitän Erich Graf von Zeppelin. 1918 wurde sie durch einen Minentreffer beschädigt und musste auf einer Reparaturwerft wieder fahrbereit gemacht werden.

### Zwischenkriegszeit
Die Kaiser musste im August 1919 an Großbritannien abgeliefert werden. Sie wurde aber dort nicht in Fahrt gebracht, sondern konnte am 23. September 1921 von der HAPAG zurückgekauft werden. 1922 erfolgte ein Umbau auf der Bremer Vulkan Schiffbau und Maschinenfabrik in Vegesack. Dabei erhielt sie eine neue Maschine mit geringerer Leistung.
Am 17. Juni 1923 kam es unterhalb der Stör zu einer Kollision zwischen dem britischen Dampfschiff Bellbro und der Kaiser. Dabei wurde die Steuerbordseite der Kaiser oberhalb der Wasserlinie beschädigt. Es wurde einer von 1.887 Passagieren getötet, vier wurden schwer verletzt.
Zunächst wieder im Dienst Hamburg–Helgoland und nach Amrum, Föhr und Sylt eingesetzt, fuhr die Kaiser ab dem 1. Juli 1934, mit zusätzlichen Kabinen ausgestattet, für den Seedienst Ostpreußen.

### Zweiter Weltkrieg
Während des Zweiten Weltkriegs wurde die Kaiser von der Kriegsmarine wiederum zum Minenschiff umgerüstet. Sie wurde mit zwei 8,8-cm-Kanonen bewaffnet und konnte bis zu 180 Minen aufnehmen. Sie stand zeitweise unter dem Kommando von Carl Kircheiß und war ab 1943 als Versuchsschiff der Kriegsmarine eingesetzt.

### Nachkriegszeit
Nach dem Krieg wurde die Kaiser an Großbritannien abgeliefert, von wo sie 1946 an die Sowjetunion abgegeben wurde. Nachdem sie weder unter britischer, noch als Nekrasov unter sowjetischer Flagge in Fahrt gekommen war, wurde sie im April 1947 an die Volksrepublik Polen übergeben. Als Beniowski wurde sie, nach der Überholung der Maschinenanlage bei Earle’s Shipbuilding & Engineering Co. in Großbritannien und anschließenden Reparaturen auf der Danziger Werft Stocznia Pologna, am 22. Juli 1948 von der Reederei „Gryf“ Zegluga Przbrzenza auf der Route Sopot–Gdynia–Stettin eingesetzt. 1949 wurde sie Schulschiff der polnischen Marine. Die Beniowski wurde ab 1950 in Gdynia aufgelegt und diente bis zu ihrem Abbruch 1954 in Stettin als stationäres Ausbildungs- und Wohnschiff.